# Янкович, Зоран (футболист)
Зоран Янкович (серб. Зоран Јанковић, болг. Зоран Янкович; род. 8 февраля 1974, Инджия, САК Воеводина) — сербский и болгарский футболист, нападающий. Выступал за национальную сборную Болгарии в 2002—2007 годах. Провёл наибольшее количество матчей за сборную Болгарии среди натурализованных игроков. После завершения игровой карьеры — тренер. Ныне работает в юношеской школе «Воеводины».

## Карьера

### Клубная
За карьеру Янкович выступал за клубы «Железник», «Войводина», «Литекс», «Далянь Шидэ», «Этникос». Завершал карьеру игрока в сезоне 2010/11 годов в клубе «Инджия», где затем стал главным тренером. Дважды (в сезоне 2000/01 и 2001/02) становился лучшим бомбардиром чемпионата Болгарии по футболу среди иностранцев, в каждом из сезонов забивал по 13 мячей.

### Международная
За сборную Болгарии Янкович провёл 30 матчей, забил два гола. Дебютировал за сборную в феврале 2002 года в товарищеском матче против команды Хорватии, который закончился со счётом 0:0. Также Янкович был в составе сборной на Чемпионате Европы 2004 года в Португалии.

## Голы за национальную сборную
| № | Дата            | Место                  | Соперник | Счёт  | Результат | Соревнование                               |
| - | --------------- | ---------------------- | -------- | ----- | --------- | ------------------------------------------ |
| 1 | 7 сентября 2002 | Стадион короля Бодуэна | Бельгия  | 1 — 0 | 2-0       | Отборочный турнир к Чемпионату Европы 2004 |

## Достижения
«Литекс»
- Обладатель Кубка Болгарии (3): 2000/01, 2003/04, 2007/08

«Далянь Шидэ»
- Чемпион Китая (2): 2002, 2005
- Обладатель Кубка Китая: 2005